# Dakhla Airport (flygplats i Marocko)
Dakhla Airport (franska: Aéroport de Dakhla) är en flygplats i den marockanskkontrollerade delen av Västsahara.